# Victoria Mboko
Victoria Vanessa Mboko (Charlotte, 26 de agosto de 2006) es una tenista canado-estadounidense. 

## Carrera
Mboko debutó en el WTA Tour en el Masters de Canadá 2022. En la primera del torneo perdió contra Claire Liu. Participó en el 250 de Granby, pero perdió en primera ronda contra Rebecca Marino.
En 2025 disputó el Masters de Miami. En primera ronda derrotó a Camila Osorio y perdió en la siguiente ronda contra Paula Badosa. Se clasificó al Masters de Roma 2025, donde venció a Arianna Zucchini en primera ronda, pero perdió con Coco Gauff en la segunda ronda.
Fue invitada al Masters 1000 de Canadá 2025 celebrado en la ciudad de Montreal y contra todo pronostico se alzó con el primer título de su carrera al vencer en la final el Día 8 de Agosto a Naomi Osaka por 2-6, 6-4, 6-1.

## Títulos WTA (1; 1+0)

### Individual (1)
| 1.
| 8 de agosto de 2025
|  Montreal
| Dura
|  Naomi Osaka
| 2-6, 6-4, 6-1
|- bgcolor="#50C878"